# 제임스 세이
제임스 세이(James Seay, 1914년 9월 9일 ~ 1992년 10월 10일)는 미국의 배우, 텔레비전 배우이다.

## 영화
- 그린 베레 (1968년)
- 발라드 오브 조시 (1967년)
- 브레인스톰 (1965년)
- FBI (1965년)
- 도망자 (1963년)
- 제인의 말로 (1962년)
- 선셋 77번가 (1958년)
- 페리 메이슨 (1957년)
- 비기닝 오브 더 엔드 (1957년)
- 놀랍도록 거대한 남자 (1957년)
- 팔 조이 (1957년)
- 우정어린 설득 (1956년)
- 샤이안 (1955년)
- 키스 미 데들리 (1955년)
- 디즈니랜드 (1954년) - 캡틴 리처드슨 역
- 킬러 프럼 스페이스 (1954년)
- 슈퍼맨 - 54년작 1 (1954년)
- 달려라 래시 (1954년)
- 베라 크루스 (1954년)
- 팬텀 프럼 스페이스 (1953년)
- 클로즈 투 마이 하트 (1951년)
- 세계가 충돌할 때 (1951년)
- 지구 최후의 날 (1951년)
- 아스팔트 정글 (1950년)
- 유니언 스테이션 (1950년) - 에디 섀턱 형사 역
- 비밀의 문 (1948년)
- 34번가의 기적 (1947년)
- 더 페이스 비하인드 더 마스크 (1941년)
- 그린 호넷 2 (1941년)
- 북서 기마 순찰대 (1940년)